# Jack Lambert (attore 1920)
Jack Lambert (Yonkers, 13 aprile 1920 – Carmel, 18 febbraio 2002) è stato un attore statunitense.
Per il grande schermo totalizzò dal 1942 al 1963 più di 60 partecipazioni mentre per gli schermi televisivi diede vita a numerosi personaggi in oltre 50 produzioni dal 1951 al 1970.

## Biografia
Iniziò a lavorare come attore in teatro e fece parte di diverse produzioni a Broadway. Agli inizi degli anni quaranta debuttò sul grande schermo, dove interpretò diversi personaggi, tra cui quelli di Jacques in La croce di Lorena (1943), Jet Younger in I predoni della città (1946), Marty Peters in Le ragazze di Harvey (1946), 'Dum-Dum' Clarke in I gangsters (1946), Ringo in La regina dei desperados (1952), Charlie in Vera Cruz (1954), Snake Brice in Arriva Jesse James (1959) e Jerry Fitzpatrick in Testa o croce (1961). Anche la sua lunga serie di partecipazioni per il piccolo schermo può vantare numerose interpretazioni, tutte in serie televisive. Tra i personaggi comparsi in più di un episodio, da ricordare Joshua Walcek in 23 episodi della serie Avventure lungo il fiume (1959-1960) e Alexander McAfee in un doppio episodio della serie Daniel Boone (1967), oltre due episodi con altri ruoli.
Dagli anni cinquanta al 1970 continuò a collezionare numerose presenze in decine di serie televisive come guest star o personaggio minore, anche con ruoli diversi in più di un episodio; recitò in 7 episodi di Gunsmoke, 2 episodi di Bonanza, 4 episodi di Carovane verso il West, 3 episodi di Alfred Hitchcock presenta e 2 episodi di Bat Masterson. L'ultimo suo ruolo per gli schermi televisivi fu quello di Locke per la serie Gunsmoke, interpretato nella seconda parte dell'episodio The Badge, trasmesso il 2 febbraio 1970. Per il cinema recitò invece per l'ultima volta nel 1963 nel film I 4 del Texas. Morì a Carmel, in California, il 18 febbraio 2002.

## Filmografia

### Cinema
- About Face, regia di Kurt Neumann (1942) - corto
- La taverna delle stelle (Stage Door Canteen), regia di Frank Borzage (1943)
- Follies Girl, regia di William Rowland (1943)
- Bomber's Moon, regia di Edward Ludwig e Harold D. Schuster (1943)
- Hostages, regia di Frank Tuttle (1943)
- Seeds of Freedom, regia di Hans Burger e Sergej M. Eisenstein (1943)
- Swing Fever, regia di Tim Whelan (1943)
- La croce di Lorena (The Cross of Lorraine), regia di Tay Garnett (1943)
- L'angelo perduto (Lost Angel), regia di Roy Rowland (1943)
- Lo spettro di Canterville (The Canterville Ghost), regia di Jules Dassin e, non accreditato, Robert Z. Leonard (1944)
- L'estrema rinuncia (Till We Meet Again), regia di Frank Borzage (1944)
- The Hidden Eye, regia di Richard Whorf (1945)
- Duffy's Tavern, regia di Hal Walker (1945)
- I predoni della città (Abilene Town), regia di Edwin L. Marin (1946)
- Le ragazze di Harvey (The Harvey Girls), regia di George Sidney (1946)
- The Hoodlum Saint, regia di Norman Taurog (1946)
- Eroi nell'ombra (O.S.S.), regia di Irving Pichel (1946)
- Specter of the Rose, regia di Ben Hecht (1946)
- I gangsters (The Killers), regia di Robert Siodmak (1946)
- Plainsman and the Lady, regia di Joseph Kane (1946)
- La città del jazz (New Orleans), regia di Arthur Lubin (1947)
- Dick Tracy's Dilemma, regia di John Rawlins (1947)
- Il ritorno dei vigilanti (The Vigilantes Return), regia di Ray Taylor (1947)
- L'alibi di Satana (The Unsuspected), regia di Michael Curtiz (1947)
- Reaching from Heaven, regia di Frank R. Strayer (1948)
- La signora del fiume (River Lady), regia di George Sherman (1948)
- Pistole puntate (Belle Starr's Daughter), regia di Lesley Selander (1948)
- Disaster, regia di William H. Pine (1948)
- Le forze del male (Force of Evil), regia di Abraham Polonsky (1948)
- Jack il bucaniere (Big Jack), regia di Richard Thorpe (1949)
- Il grande Gatsby (The Great Gatsby), regia di Elliott Nugent (1949)
- Yes Sir, That's My Baby, regia di George Sherman (1949)
- Il grande agguato (Brimstone), regia di Joseph Kane (1949)
- Mercanti di uomini (Border Incident), regia di Anthony Mann (1949)
- Sfida alla legge (Dakota Lil), regia di Lesley Selander (1950)
- Stars in My Crown, regia di Jacques Tourneur (1950)
- North of the Great Divide, regia di William Witney (1950)
- La città è salva (The Enforcer), regia di Bretaigne Windust e, non accreditato, Raoul Walsh (1951)
- Il segreto del lago (The Secret of Convict Lake), regia di Michael Gordon (1951)
- Là dove scende il fiume (Bend of the River), regia di Anthony Mann (1952)
- La regina dei desperados (Montana Belle), regia di Allan Dwan (1952)
- Il pirata Barbanera (Blackbeard, the Pirate), regia di Raoul Walsh (1952)
- Morti di paura (Scared Stiff), regia di George Marshall (1953)
- Non cercate l'assassino (99 River Street), regia di Phil Karlson (1953)
- Vera Cruz, regia di Robert Aldrich (1954)
- All'ombra del patibolo (Run for Cover), regia di Nicholas Ray (1955)
- Un bacio e una pistola (Kiss Me Deadly), regia di Robert Aldrich (1955)
- Gunpoint: terra che scotta (At Gunpoint), regia di Alfred L. Werker (1955)
- La frustata (Backlash), regia di John Sturges (1956)
- Canyon River, regia di Harmon Jones (1956)
- Anonima omicidi (Chicago Confidential), regia di Sidney Salkow (1957)
- La legge del mitra (Machine-Gun Kelly), regia di Roger Corman (1958)
- Giovani delinquenti (Hot Car Girl), regia di Bernard L. Kowalski (1958)
- Il dominatore di Chicago (Party Girl), regia di Nicholas Ray (1958)
- Arriva Jesse James (Alias Jesse James), regia di Norman Z. McLeod (1959)
- La notte senza legge (Day of the Outlaw), regia di André De Toth (1959)
- Freckles, regia di Andrew V. McLaglen (1960)
- Testa o croce (The George Raft Story), regia di Joseph M. Newman (1961)
- La conquista del West (How the West Was Won), regia di John Ford, Henry Hathaway (1962)
- I 4 del Texas (4 for Texas), regia di Robert Aldrich (1963)

### Televisione
- Armstrong Circle Theatre – serie TV, un episodio (1951)
- Four Star Playhouse – serie TV, un episodio (1953)
- Lux Video Theatre – serie TV, un episodio (1953)
- Waterfront – serie TV, un episodio (1954)
- The Lone Wolf – serie TV, un episodio (1955)
- Studio 57 – serie TV, 2 episodi (1956-1957)
- Jane Wyman Presents The Fireside Theatre – serie TV, 2 episodi (1956-1957)
- Alfred Hitchcock presenta (Alfred Hitchcock Presents) – serie TV, 3 episodi (1956-1959)
- Schlitz Playhouse of Stars – serie TV, un episodio (1956)
- ITV Play of the Week – serie TV, un episodio (1956)
- Le avventure di Rin Tin Tin (The Adventures of Rin Tin Tin) – serie TV, un episodio (1956)
- Crusader – serie TV, 2 episodi (1956)
- Tales of Wells Fargo – serie TV, 2 episodi (1957-1958)
- General Electric Theater – serie TV, 2 episodi (1957-1959)
- Carovane verso il west (Wagon Train) – serie TV, 4 episodi (1957-1963)
- State Trooper – serie TV, un episodio (1957)
- The Adventures of Jim Bowie – serie TV, un episodio (1957)
- Panico (Panic!) – serie TV, episodio 1x03 (1957)
- Richard Diamond (Richard Diamond, Private Detective) – serie TV, un episodio (1958)
- Alcoa Theatre – serie TV, un episodio (1958)
- Cimarron City – serie TV, episodio 1x03 (1958)
- Dragnet – serie TV, un episodio (1958)
- Lawman – serie TV, un episodio (1958)
- Avventure lungo il fiume (Riverboat) – serie TV, 23 episodi (1959-1960)
- Bat Masterson – serie TV, 2 episodi (1959-1961)
- Gunsmoke – serie TV, 7 episodi (1959-1970)
- Sugarfoot – serie TV, episodio 2x10 (1959)
- Frontier Doctor – serie TV, un episodio (1959)
- The Californians – serie TV, 2 episodi (1959)
- Colt.45 – serie TV, un episodio (1959)
- Mike Hammer – serie TV, un episodio (1959)
- The Deputy – serie TV, un episodio (1959)
- The Millionaire – serie TV, un episodio (1959)
- Tightrope – serie TV, episodio 1x04 (1959)
- The Texan – serie TV, episodio 2x04 (1959)
- I detectives (The Detectives) – serie TV, episodio 1x04 (1959)
- The Rifleman – serie TV, un episodio (1959)
- Bonanza – serie TV, 2 episodi (1960-1967)
- Have Gun - Will Travel – serie TV, episodio 3x31 (1960)
- Shotgun Slade – serie TV, un episodio (1961)
- Ispettore Dante (Dante) – serie TV, episodio 1x15 (1961)
- The Bob Cummings Show – serie TV, un episodio ([1961)
- Thriller – serie TV, episodio 2x06 (1961)
- Frontier Circus – serie TV, un episodio (1961)
- The Andy Griffith Show – serie TV, un episodio (1963)
- Death Valley Days – serie TV, 2 episodi (1965-1966)
- La legge di Burke (Burke's Law) – serie TV, episodio 3x03 (1965)
- Il virginiano (The Virginian) – serie TV, episodio 4x05 (1965)
- Branded – serie TV, episodio 2x08 (1965)
- The Smothers Brothers Show – serie TV, un episodio (1965)
- Cavaliere solitario (The Loner) – serie TV, un episodio (1965)
- Daniel Boone – serie TV, 4 episodi (1966-1967)
- Get Smart – serie TV, un episodio (1966)
- Polvere di stelle (Bob Hope Presents the Chrysler Theatre) – serie TV, un episodio (1967)
- Winchester 73 – film TV (1967)
- Squadra speciale anticrimine (The Felony Squad) – serie TV, episodio 2x15 (1967)

## Doppiatori italiani
- Bruno Persa in Le ragazze di Harvey; Vera Cruz; La legge del mitra
- Renato Turi in Arriva Jesse James